# Latham Gaines
Latham Gaines (Birmingham, 3 febbraio 1964) è un attore cinematografico, attore teatrale e compositore statunitense.

## Biografia e carriera
Figlio del romanziere Charles Gaines (coautore nel 1974, con George Butler del libro Pumping Iron, da cui venne tratto nel 1977 l'omonimo film-documentario che diede lustro ad Arnold Schwarzenegger e al body bulding in generale), Latham Gaines ha vissuto e lavorato in Nuova Zelanda (dopo il matrimonio) dal 1995 al 2006, alternando l'attività di attore fra tv, cinema e teatro. Dal 2007 si è stabilito a New York, dove aveva studiato in gioventù.
Caratterista, attivo in produzioni importanti solo dopo il 2000, è principalmente noto per il ruolo di Mesogog (e del suo alter ego dott. Anton Mercer), il cattivo principale nella serie Power Rangers: Dino Thunder: è comparso anche nell'ultima stagione di Xena - Principessa guerriera e ha avuto un ruolo in King Kong di Peter Jackson.
Nel 2007 ha recitato in Un ponte per Terabithia nel ruolo del padre dell'amica di Jess, Leslie.

## Filmografia parziale

### Attore

#### Cinema
- King Kong (2005)
- Indian - La grande sfida (2005)
- Un ponte per Terabithia (Bridge to Terabithia) (2007)

#### Televisione
- Cleopatra 2525 – Serie TV (2000)
- Inferno di fuoco (Superfire), regia di Steven Quale – film  TV (2002)
- Power Rangers: Dino Thunder – serie TV (2004)
- Xena - Principessa guerriera (Xena: Warrior Princess) - Serie Tv
- Law & Order: Unità Speciale (Law & Order: Special Victims Unit) – serie TV (2008)

### Compositore
- The Kid, regia di Vincent D'Onofrio (2019)

## Teatro
Attività con la Auckland Theatre Company
- 1997 Julius Caesar. Ruolo: Declus - regia di Raymond Hawthorne
- 1998 12 Angry Men (La parola ai giurati). Ruolo: giurato numero 12 - regia di Simon Praast
- 1999 Cabaret. Ruolo: Cliff Bradshaw - regia di Raymond Hawthorne
- 2003 The Graduate (Il laureato). Ruolo: psichiatra, testimone, ecc. - regia di Simon Prast
- 2005 High Society. Ruolo: Dexter - regia di Raymond Hawthorne
- 2006 Doubt. Ruolo: Father Flynn - regia di Colin McColl

Attività con il Bruce Mason Theatre
- 1997 Love Off The Shelf. Ruolo: Hamilton - regia di David Coddington